# 神界物語
神界物語（しんかいものがたり）は、江戸時代に流布された神話・都市伝説。

## 神界物語について
この物語は幽冥に通達していると噂される和歌山市西瓦町在住の町医者嶋田幸安18歳の存在を知った紀州藩士の参澤宗哲が平田門下であるにも係わらず、あえて嶋田の下へ入門して弟子入りし、その少年幸安の口から奇想天外な異界の物語などを具に聞かされた宗哲は、平田宗家に伝わる廿五部秘書の1つである仙境異聞(仙童寅吉物語)や嘉津間答問・神童憑談畧記・七生舞の記などに描かれた高山寅吉少年の語る不可視な奇譚を思い浮かべつつ、異境や異界についてのエピソードを参考に幸安に質疑をなした。幸安は鎮魂帰神による神憑りをして神仙界の模様や、幽冥界の実相を如実に見聞して来たかのように応答する、更には人の前生や運命をずばり言い当てたり、人の行く末や近未来予言もなし、また人には過去世からの吉凶禍福がある事や、これらの原因たる因縁の本ともなる要因を神仙の導きによって感じ取り、悩める人々の為に病気平癒の祈祷や運命改善の呪術などを施している。幸安の治療は独自の神方医術でありまして、霊感による御託宣の処方箋の指示の通りに患者に施し、異境の薬草や和漢薬との調合による薬を配布したもので、調合されたものは、みな霊験顕著な効き目があったようだ。診療所(神力諸霊薬調合所・玄江舎)内で数々の奇蹟を目の当たりにした宗哲は、師の神通力の素晴しさに驚きの念を隠せなかったと云う。それ以後は幸安の神霊治療を全面的に信服し信頼した。幸安の話によれば、これらの奇蹟や神通力は私の力ではなく私を啓導なされておられる九州赤山(霧島山幽境)に棲む清浄気玉利仙全君と宣う尊貴な神のお力添えで、私はただ使命をおびて神様からのご託宣を代弁して伝えているにすぎないと申しておられる。その驚天動地な出来事や異界の有様などを一字一句訊き漏らさずに記憶に留めて、宗哲は師幸安の言霊を忠実に聞き書きして逐一逐次詳細に筆記記録したものが、即ちこの神界物語であります。
第1巻は嘉永5年6月頃に起筆し8月11日に筆を擱いている。約一月半のペースで1巻ごとに仕上げており嘉永7年11月29日には第19巻迄を書き上げていた、当初は19巻迄の予定でいたが、幽界より神仙の御達しがあり、補足として付記したのが最終巻の第20巻であります。後に親友の平田門下宮負定雄に神界物語を贈呈する運びとなり、その為に最終巻の第20巻を含めて浄書し直して安政3年10月10日に擱筆している。下総国香取在住の宮負は、翌年の五月戴いた物語のお礼として神界物語の後序文を宗哲に献呈している。参澤の口授筆記の内容の一部が本居宗家や平田鐵胤翁の逆鱗に触れて幸安に関する写本類はすべて焚書坑儒され、宗哲は平田家から追放される事となる。よつて明治以降もこの物語は隠蔽され封印され続けて来たわけでありますが、教派神道の脈流である綾部の教祖出口王仁三郎の主催する大本教の機関誌に、当時スタッフの一人であった友清歓真(九吾)が資料を提供し大正7年に『神霊界』と云う機関誌に紹介したのが嚆矢となり再びその存在が世間に知れ渡る事となる。感ずる処もあって大本教を離脱した友清は山口県田布施の地に於いて宗教団体格神教を設立し、後に神道天行居と改める。大正9年9月『神仙霊典』、大正12年9月『幽冥界研究資料』、大正13年8月に『闢神霧』などの著作を著し、これ等の本の中で参澤宗哲の手になる神界物語を友清は紹介している。

## 幸安に託した宗哲の入門誓約願い
参澤宗哲は1840年(天保11年)31歳の折りに伊勢松坂の鈴屋・本居内遠の門下となる。同年8月には内遠氏の紹介により平田篤胤門に正式に入門している。宗哲は本居・平田学を学ぶ以前に支那伝来の道教や神仙道に興味と関心を持っており、道家尊崇の的である五岳真形図にも深い関心をよせていた。そのような折柄、地元に於いて嶋田幸安と邂逅した事は、当に水を得た魚のように感じた事でしょう。行動派の参澤は早速若山の幸安を訪ねて正式入門している。幸安の仙境に於ける幽名を清玉心異人と称し、九州赤山に鎮座する清浄気玉利仙全君と仰せられる神仙の弟子の一人であります。参澤は幸安を幽導なされる師仙君に対して、仙境異聞の物語の中にでてくる杉山山人と申す高根神に宛てて認めた文を、篤胤が寅吉に託したように、参澤も己が認めた誓詞を師仙君の許へ幸安に代行して届けて戴く様に願って誓詞を提出している。神界物語第2巻の中に宗哲が尊貴な神に当時提出した文面が掲載されている。
『小生儀幼年より神教神仙の大道を好み其の道を以て諸人をも諭し申度志願御座候去る天保14癸年9月11日没故被致候平田大壑平篤胤先聖の門に入り神幽之古道仙境をも相学び居候処　此度不測の御縁にて両界出入の清玉異人(嶋田幸安)に近附き乍居幽理の実徴を伺ひ誠に大悦仕合に御座候　何卒此上神仙の大道玄理を学び諸人を救ひ善道を諭し幽顕両界の栄を願はしく奉存候間乍恐今般小生儀人間乍も清浄利仙君を師尊と奉仰御門人に相成候様に御許容被成下度奉願候左候はば無窮の大幸無此上重畳の難有仕合奉存候得　将亦就夫誓約等の心得方も御座候得ば被仰聞被下置度此段乍恐縮奉伺候　奉清浄利仙君　玉榻下　現界紀伊国若山住　　藤原参澤明宗哲　印』
幸安の神通力とは霊媒や口移しのようなものではなく、鎮魂帰神による精神統一の奥なる道家の真一を体得し、仙童寅吉のように肉体のまま顕界と幽冥界の間を自在に行き来していたと云われている。弟子の誓詞を赤山の神の手許に届ける為に、幸安は誓願書の末尾に宗哲の左人差し指を契約印の代わりに突き墨さしているが、俄に人差し指に腫れ物ができてその痛みにしばらく呻吟したようだ。赤山の神に提出した日に、手にできた腫れもすっかり癒えたと語っている。

## 仙境異聞と神界物語
国学者平田篤胤の家には廿五部秘書というものがあり、外書に対する内書として厳重に区別されていた。この他見厳禁の書籍類は、天文や易学・密教などを除くと大半が道家玄学の書であり、仙境異聞附再生記聞なども含まれていた。仙童寅吉と邂逅した篤胤は、年来の疑念も晴れた。
やがて寅吉少年を幽冥から啓導されている、岩間山の山人・杉山僧正なる異人に興味を抱き信仰を重ねていく間に、道家の玄学思想に魅せられて、我が国に伝来する古道の思想と道家玄学の思想を折衷した神仙道の教義をうち立て、弟子達にこの秘教密儀的な秘儀として伝授することとなる。その教義の奥伝として、一部の熱心な道士に道家尊崇の五岳真形図を伝授していた。
この五岳図については、平成16年に出版された米田勝安・荒俣宏編 平凡社 別冊太陽 平田篤胤の中で一部写真公開されている。又篤胤の神仙研究と題して未公開の幽境の絵図類も公開している。篤胤の神仙道・玄学研究に関する論考は、玉川大学の小林健三著『平田神道の研究』の中で詳しく論じられている。
嘉永の時代に、紀州若山在住の若い町医者島田幸安は、その城下町で「神力睹薬調合所」を開き、彼の神通力と神の導きによる薬の調合は実に霊験あらたかで、和歌山市中ではかなりの評判を呼んでいた。紀州藩の下級藩士参澤宗哲は天保11年8月10日本居内遠の紹介によって、鐡胤の主宰する平田門に入門しているが、宗哲は地元の住民達の噂話を伝聞することによって幸安の存在を知る事になる。宗哲は師である平田篤胤が、30年前に調べあげた仙童寅吉事件のことが深く記憶の底にあった。縁あって幸安の話を知人の同心組頭茨木某より更に詳細に伝え聞くや感ずる処もあって、早速若山の島田幸安の寓居に訪ねて行き正式に入門の誓詞を提出して直接教えを乞う事になる。
師である幸安の話によると、嘉永4年頃に夢中に枕元に立った老人に導かれて九州の赤山(霧島山)に連れて行かれそこで、その老人は清浄利仙君と名乗る仙人を紹介した。利仙君は仁徳天皇時代の人で、少名彦の神の導きで仙界に入り、齢は千五百歳との事であり、その導きを受けている神様の風貌から妻帯されている妻の名前まで聞かされる。参澤は奇想天外な話を聞かされ、驚きを隠せなかった。早速この情報を江戸の平田宗家に文に認めて伝達した。父からの薫陶により、玄学には特に興味を抱いていた銕胤が、この情報に飛びつかない筈はない。嘉永6年9月6日正式に入門の手続きを幸安宛てに提出している。また三度の飯よりも神秘好きな房総の宮負定雄も安政元年12月9日に香取郡から和歌山の島田の元へ訪れているが、既に幸安は消息を絶っていた。この日を境に、嘉永年間に入門した愛弟子の参澤宗哲と紀州で邂逅し意気投合、安政6年に貞雄が死ぬまでの五年間、相互の交流や互いの自著や情報を交換したりして交遊関係を続けている。
幸安の生業は当世風に言えば、患者の病に応じて治療を施し皇漢薬の調剤をする町医者の事である。複雑な悩みを抱える相談者には、自らの鎮魂に依り神懸りして託宣を述べ、神霊界に鎮まる東海司大神仙様からの御幽導によって、人の前世や行く末などを的確に予言したり、処世の大道を諭す、スビリチュアル・カウンセリングのようなものを行っていたようである。ある時期を境として突然幸安は消息不明となる。一説によると、生きながらにして異界へ出入したと言う。生前に師幸安からの口授を聞き書きした、宗哲の『神界物語』は全20巻にも及ぶが、この神界の有様を記録した内容の一部が物議をかもす事となり、安政末年の間に於いて平田宗家との間に軋轢が生じた。銕胤は全平田門下に対して、参澤宗哲の著書を焚書し以後流布させないように指示した。そして参澤を平田門から破門したのだ。一説によると一部の平田門下のものが、参澤の力説する神仙思想に魅せられて彼の主催する塾に入門したり、参澤を崇めるようになったからだとも言われているが詳細は藪の中であります。よってこの神界物語の版本は市場にでる事はなく、出ても数巻の写本でのみ伝わっていると聞く。

## 幽界真説とは何か
神界物語には、補足として幽界真図という絵巻物か゛あり、神界の有様をビジュアルとして詳細に描き出している。又神界物語のダイジェスト版として、弘化3年10月には藤原阿伎良の名で『幽界真説』一冊を著している。この本については、友清の闢神霧の中に紹介されているので一部抜粋することとする。氏の編者後書きによると、天行居書庫に蔵された写本の一部を書き記すと書かれている。内容は前書き及び、神境快楽の事、邪鬼界三熱の事、仏魔境極熱の事、畜生界無間衆苦の事、仏法地獄極楽の事について解釈説明を下記のように施している。

### 仏法地獄極楽について解釈説明
(そもそも蒼生の霊魂は高天原に坐す皇産霊大神の御所為に成始めてより諸神の御恵にて斯く人体に宿り生まるる事にて寿命終れば又其の魂は其の人々の産土神・地主神の持ち分け掌り給ふにて、右の神達御分形ありて其の家に御来迎ましまし、妙なる神楽を奏しつつ出雲の杵築大社へ導き給ひ冥府大神の朝廷を拝謁し、神酒神肴を賜ひ神通自在の身と成て神の境に往き通ひ思う処に留りて無量の楽しみを為し子孫の繁栄を守る也　又神達の御所為にて再び人に産まるるもあり　神の宮殿に仕奉るもあり　霊域名山に留るもあり　我が家の内に来るもあり　種種快楽極まりなし　総て幽界よりは此顕界の有様を視るて能く知る事にて家の祠にも影向し祭奠をも享くる也　又人間の魂も此穢体を離れ出ては最も清き物にして聊かも汚穢き事を忌むなれば父母先祖の神棚の祭り神酒御肴の供物等も随分清浄に調へて奉るべき也　さて又今世の人々は我が親達の為に家神棚の祭祀する者は稀にして　大抵は僧尼を頼み仏事遠忌を営む也　此の仏法の祭りも先祖の霊の知る事なれど神霊となりては甚く穢を忌給ひて仏事穢祭を受けずと云へり誠に然る道理也　たとへ父母の霊魂は悪く穢き境に留れりとも是を尊き神達の御許に配祭りて仕え奉るこそ子孫たる者の孝心の厚き処なれ家の主長は即ち其の家の神主なり勤めて怠るみじき神事なり・・・・略・・・右謂へる如く人間万物の霊魂は善悪の所業に因りて様々の物に生まれ変わる事なれ共　何れも其の前世の所業に因りて様々の物に生まれ変わる事なれ共　何れも其の前世のことを自ら覚えざるは如何にと云ふに　人の生れ出る時は一日に千人死し千五百人生る道理に依りて其の心魂の物に宿れる時に分形もするが故に前世の事を識らざると又魂の其の儘にて生れ替りたる者も胎内に入りし時より何事も忘るるが故也　然れども稀には前世の有様を知りて語る者あるは是又神境幽冥の事を愚人に疑はせましき為の神の御慮りなるを弁ふべし)

## 宗哲の著作
師である嶋田幸安の思想を普及すると共に、弘化元年には地元紀州で桃乃舎なる塾を主催して、平田塾の古学の教授にあたり様々な著作を書き著している。名古屋自由学院短期大学紀要第10号岸野俊彦の『紀州藩平田学派三沢明の思想的特徴』の中に三沢明著作目録が作成掲載されているので、引用する。

### 三沢明著作目録
天保12年『新仮字乃定』
天保14年『撰名式』
弘化元年『御諭文』『学生訓十箇条』
弘化3年『神拝詞』
嘉永4年『設像辨』『軍法論』『学聖祭式』
嘉永5年『感応教正訓』『神仙感応教』
嘉永6年『古学聖御行状略記』『日文伝附書』
弘化3年～嘉永7年『幽界真図』
嘉永5年～安政3年『神界物語』
嘉永7年『神仙医方秘事』
安政3年『神界物語絵巻』
文久2年『奇談雑史次編』
年未詳『教訓諸礼百首』『五嶽真形図正偽辨』『仙境伝印図』『天柱五岳攻摘要』『古道一座談』
| スタブアイコン | サブスタブ | この項目は、まだ閲覧者の調べものの参照としては役立たない、文学に関連した書きかけの項目です。この項目を加筆・訂正などしてくださる協力者を求めています（P:文学、PJ:ライトノベル）。項目が小説家・作家の場合には{Writer-substub}を、文学作品以外の本・雑誌の場合には{Book-substub}を貼り付けてください。 |